# Marquês de Rabicó
Marquês de Rabicó ou apenas Rabicó, é um personagem da obra Sítio do Picapau Amarelo de Monteiro Lobato, criado em 1931 no livro de Reinações de Narizinho. Ele é um porco gordo e guloso, que adora comer jabuticabas e que ganhou este nome por ter somente um toquinho de rabo, ele morre de medo de Tia Nastácia, que sempre tenta colocá-lo na panela, mas nunca conseguiu, pois a Narizinho o protege. Rabicó é marido de Emília, que só se casou com ele por interesse em se tornar marquesa, e talvez algum dia princesa; isso se deve ao fato de que Narizinho enganou a boneca dizendo que o Rabicó na verdade era um marquês descendente da nobreza, e que uma bruxa havia o transformado em porco, e que só voltaria a ser gente quando ele encontrasse um certo anel na barriga de uma certa minhoca.

## Na televisão
Na série de 1977 Rabicó era uma fantasia enorme, redonda e amarelada com um chapéu-coco verde que era movido por uma pessoa. De 2001 a 2006 ele era um personagem antropomórfico, sendo uma fantasia de boneco com a cabeça animatrônica, vestido de uma maneira formal com terno azul (que vira rosa em 2006) e tendo cabelo e bigode escuros (que ficam loiros em 2006), dando um aspecto francês. Em 2007 passou por uma mudança drástica tendo um visual mais adolescente e humanizado (sem uso de uma máscara animatrônica) com um boné virado pra trás e uma camisa listrada. No desenho animado de 2012 ele continua sendo antropomorfizado com terno azul e cartola, porém tendo o tamanho de um porco normal. Na série de 2024, a fantasia ao invés de ter partes (cabeça) de plástico, ela é composta somente por maquiagem e tecido, ele ainda é antropomórfico, e veste um terno verde com a gola branca e uma gravata borboleta vermelha, usa um chapéu verde com uma listra vermelha e em seus pés a tecidos verdes com dois botões laranjas.